# Старая Никола
Старая Никола — погост в Камешковском районе Владимирской области России, входит в состав Вахромеевского муниципального образования.

## География
Погост расположен в 2 км на север от центра поселения посёлка Имени Горького и в 17 км на север от райцентра Камешково.

## История

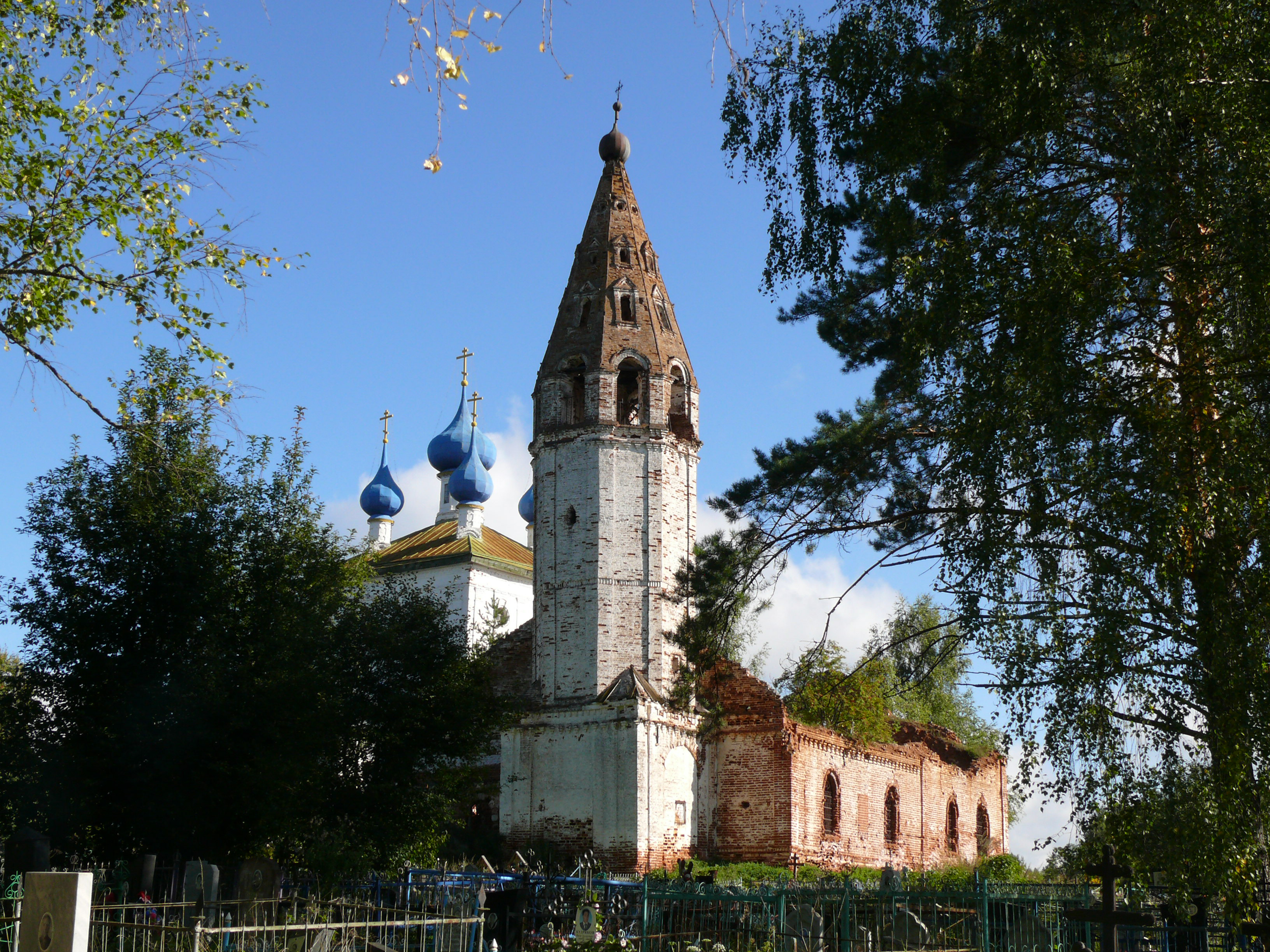
Храмовый комплекс: церковь Николая Чудотворца и недействующая церковь Казанской иконы Божией Матери. 2013 год

В старинных письменных документах XVII века этот погост значится вотчиной Суздальского Покровского женского монастыря, который имел жалованные царские грамоты на право владения им от Иоанна Грозного, Василия Шуйского от 1606 года и Михаила Романова от 1623 года. В окладных патриаршего казённого приказа книгах 1628 года в погосте упоминается церковь в честь Святителя и Чудотворца Николая. В 1791 году вместо деревянной церкви на средства прихожан построена была каменная тёплая церковь с колокольней и освящена в прежнее наименование, в 1894 году в церкви устроен придел во имя Пророка Божия Илии. Холодная каменная церковь была построена в 1817 году. Престол в ней был один — в честь Казанской иконы Божьей Матери. Обе церкви и колокольня были обнесены каменной оградой. В селе существовала церковно-приходская школа.
В конце XIX — начале XX века погост Староникольский входил в состав Филяндинской волости Ковровского уезда. В 1859 году в погосте числилось семь дворов, в 1905 году — девять дворов.
С 1929 года погост входил в состав Вахромеевского сельсовета Ковровского района, с 1940 года — Камешковского района. С 2005 года погост в составе Вахромеевского муниципального образования.

## Население
| 1859 | 1905 | 1926 |
| ---- | ---- | ---- |
| 32   | 25   | 30   |

| 1859 | 1905 | 1926 | 2002 | 2010 | 2021 |
| ---- | ---- | ---- | ---- | ---- | ---- |
| 32   | ↘25  | ↗30  | ↘9   | ↗11  | ↘9   |

## Достопримечательности
В погосте находятся действующая церковь Николая Чудотворца (1791) и недействующая церковь Казанской иконы Божией Матери (1817).